# Rēzija Kalniņa
Rēzija Kalniņa (Riga, RSS de Letònia, 23 de desembre de 1970) és una actriu de cinema, teatre i televisió letona. En el món del teatre, des de 1994, va treballar al Teatre Dailes. També ha participat en diverses pel·lícules.
L'any 2001, va rebre el Premi Nacional Letó Lielais Kristaps pel seu paper d'actriu a Labās rokas.

## Filmografia
| Any  | Pel·lícula                    | Paper           | Notes                                           |
| ---- | ----------------------------- | --------------- | ----------------------------------------------- |
| 1991 | Brīvība                       | Simmona         |                                                 |
| 1992 | Sievietes                     | Inga            |                                                 |
| 2001 | Labās rokas                   | Margita         | Lielais Kristaps a la millor actriu             |
| 2003 | Negribu, negribu, negribu!... |                 |                                                 |
| 2004 | Navazhdenie                   | Wanda           | minisèrie de TV                                 |
| 2005 | Archangel                     | Valehska        |                                                 |
| 2005 | Kõrini!                       | Sabrina         |                                                 |
| 2005 | Augstuma robeža               | Anna            |                                                 |
| 2006 | Polizeiruf 110                | Laima Saizmanis | sèrie de TV (1 episodi)                         |
| 2007 | Neprāta cena                  |                 | sèrie de TV (72 episodis)                       |
| 2007 | Rūgtais vīns                  | Baņuta          |                                                 |
| 2007 | Nerunā par to                 | Beatrise        | Nominació − Lielais Kristaps a la millor actriu |
| 2010 | Rūdolfa mantojums             | Emīlija         | Nominació − Lielais Kristaps a la millor actriu |
| 2012 | Gulf Stream Under the Iceberg |                 |                                                 |
| 2014 | Modris                        |                 | Lielais Kristaps a la millor actriu secundària  |